# Gefahrenbaum

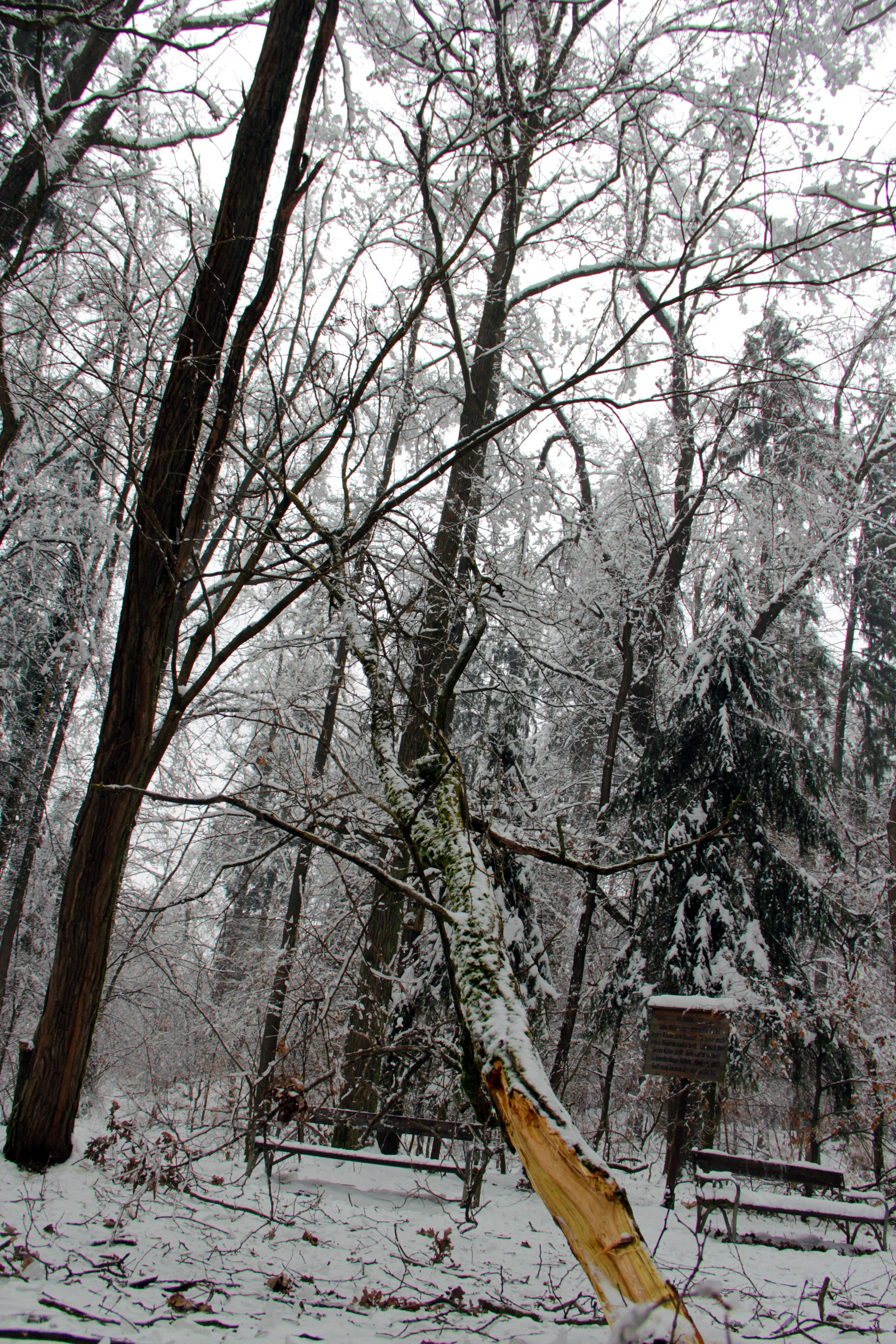
Hier bestand eine Gefahr

Ein Gefahrenbaum ist ein Baum, von dem eine konkrete Gefahr ausgeht, entweder für erhebliche Sachwerte oder „Leib oder Leben“. Bei diesen Bäumen ist die Standsicherheit nicht mehr gewährleistet und sie müssen gefällt werden. Verantwortlich ist der Eigentümer.

## Ursachen
Ein Baum kann aus vielen Gründen nicht mehr sicher stehen. Dies kann bei gesunden Bäumen durch Wurzellockerung entstehen, z. B. bei einem Hangrutsch, oder durch Wetterereignisse wie Sturm oder Schneelast. Hierbei ist eine Gefahr trotz vorheriger Prüfung oft vorher nicht direkt erkennbar. Bei kranken Bäumen sind meist ein Pilzbefall im Stammfuß oder anhaltende Trockenheit mit folgendem Insektenbefall ursächlich, die die Stabilität des Stammes von Innen heraus schädigen.

## Interessenabwägung
Bei Bäumen können trockene Äste ein Anzeichen für eine Schädigung der Baumsubstanz sein oder Risse in der Rinde. Inwieweit eine Fällung erforderlich ist, kann ein sachkundiger Baumpfleger beurteilen. Hierbei sind auch Belange des Naturschutzrecht (Naturdenkmalverordnungen, Baumschutzsatzungen, Regelungen zum Alleenschutz, Artenschutz) zu berücksichtigen und gegebenenfalls alternative Maßnahmen zu ergreifen, um eine konkrete Gefahr abzuwenden. Dies kann von einer Auslichtung der Baumkrone bis zum reinen Erhalt des Stammes (Stubben) z. B. bei Bruthöhlen reichen, wertvolle Bäume erhalten, soweit zumutbar, auch Füllungen oder Stützen oder sind eine Verlegung von Verkehrswegen wert. Die Sicherheit hat aber in der Regel vorrang. Diese ist im Straßenverkehrsraum enger auszulegen als in der freien Natur.

## Zeitraum
Gefahrenbäume sind in der Regel unverzüglich zu fällen. Dies geschieht bei zeitlicher Dringlichkeit meist durch die Feuerwehr. In manchen Fällen kann auch der Saisonwechsel abgewartet werden z. B. bis zur Belaubung oder bis zum Frost.

## Bildbeispiele

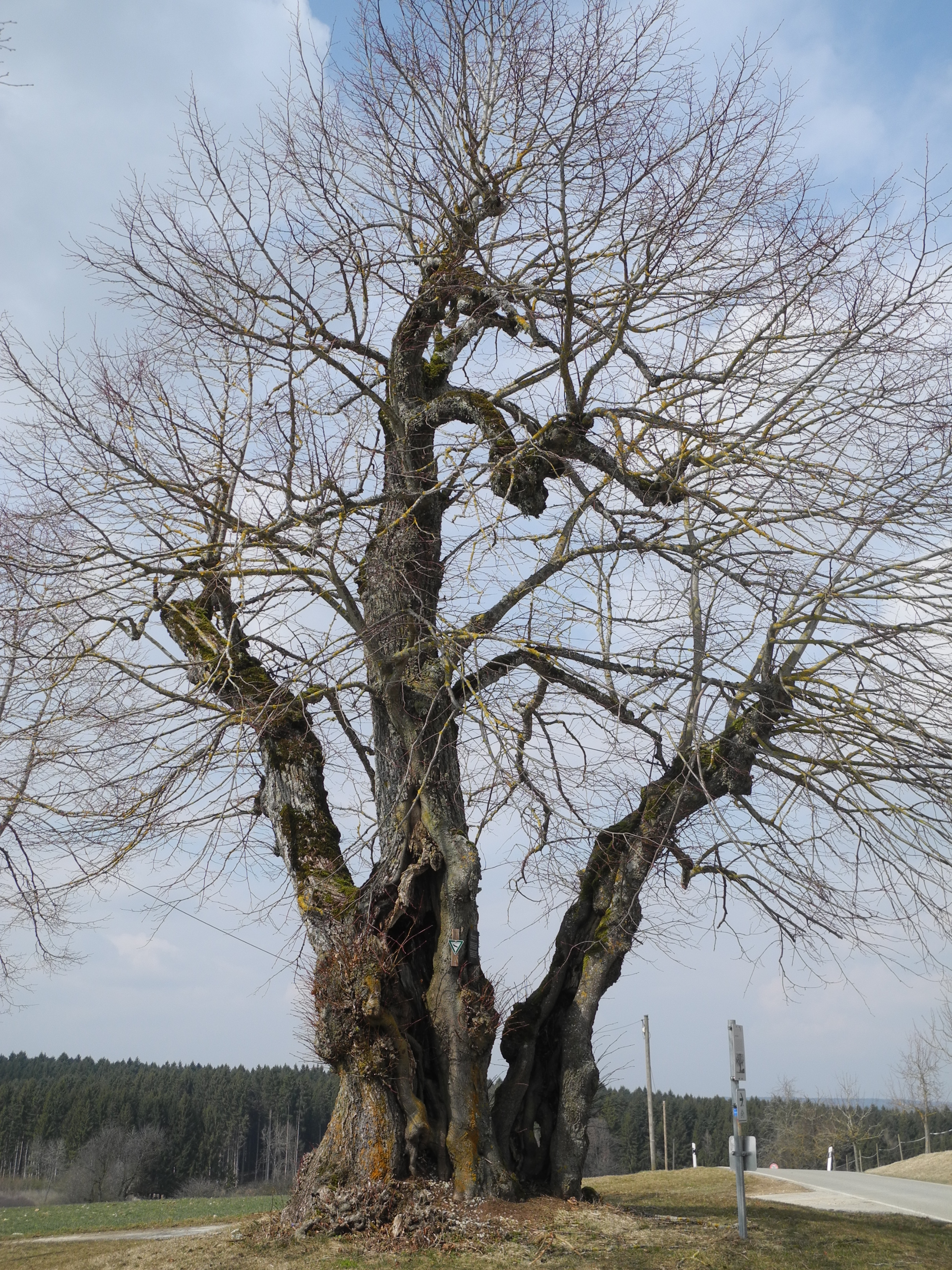
Ein alter Baum bedarf häufiger Prüfung
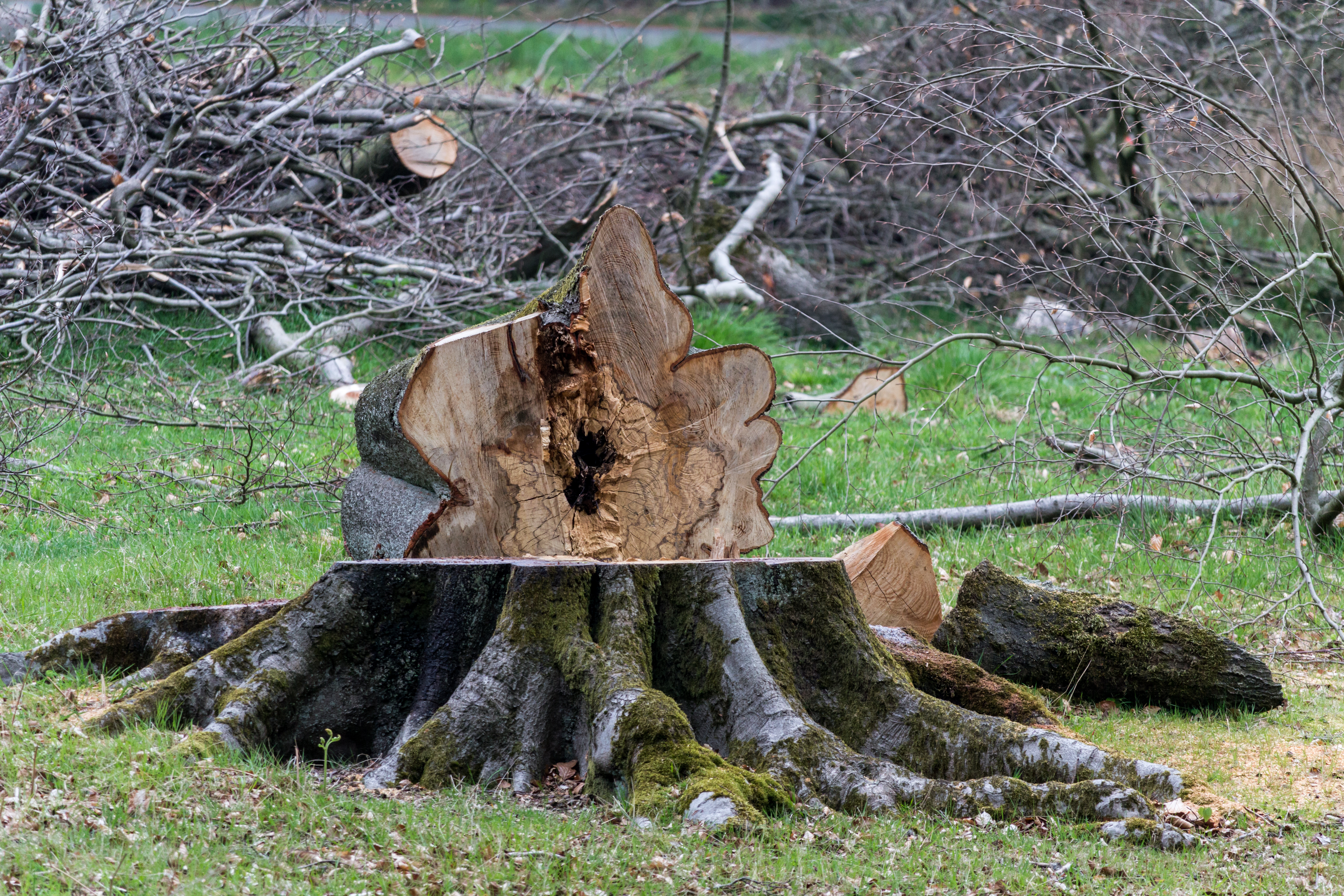
Diese Gefahr ist beseitigt: Kranker Stamm
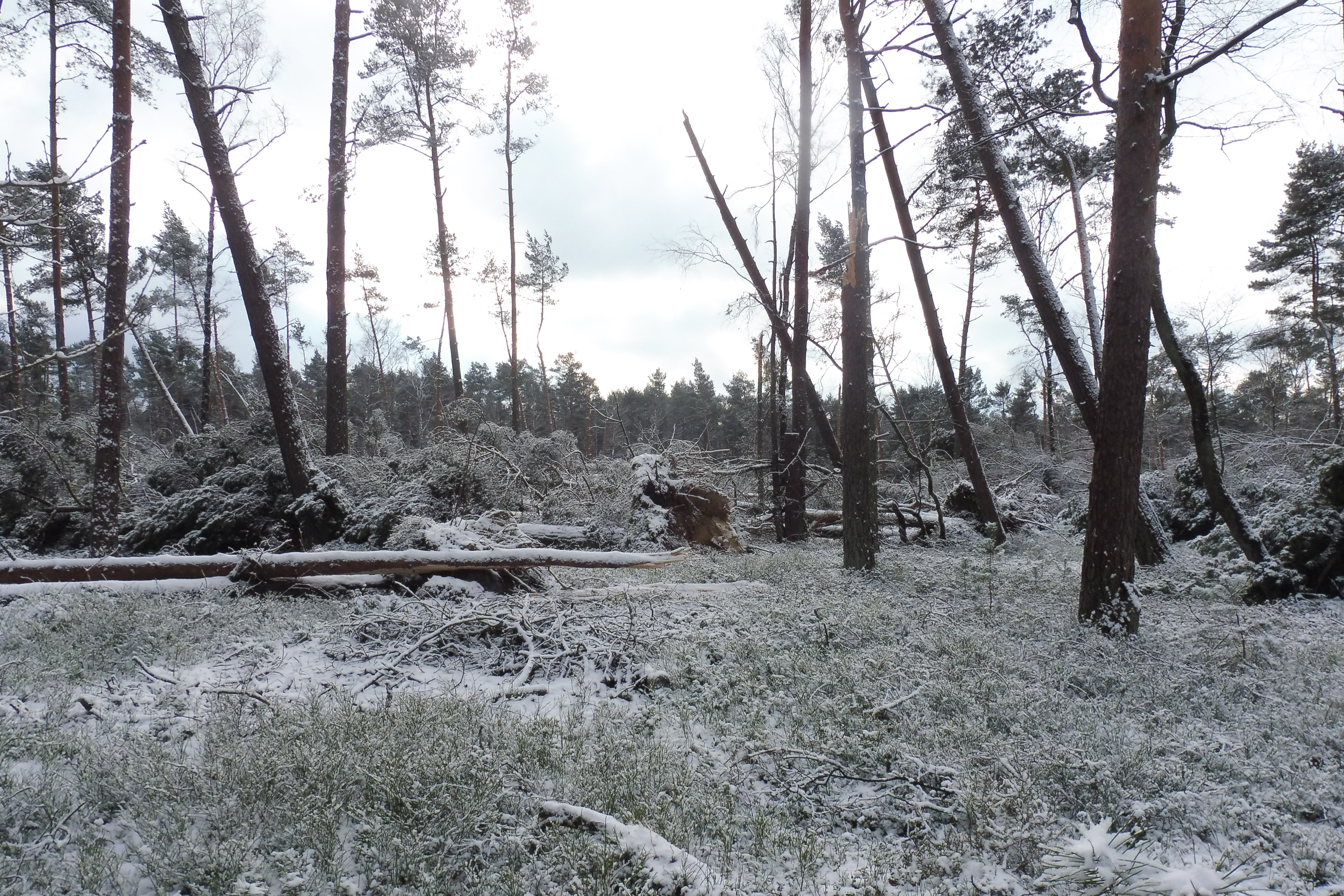
Windbruch nach einem Sturm
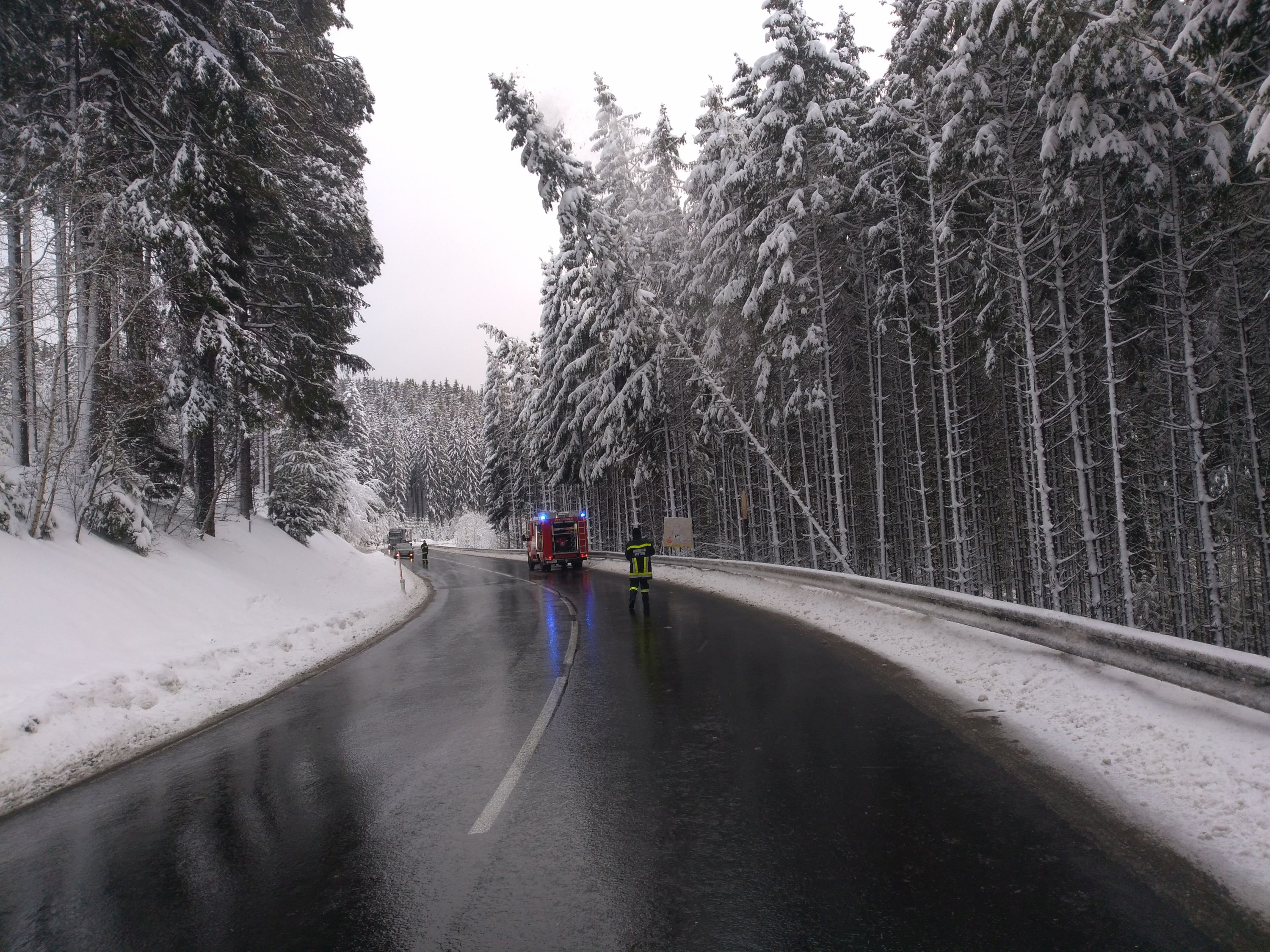
Schneebruch über einer Straße
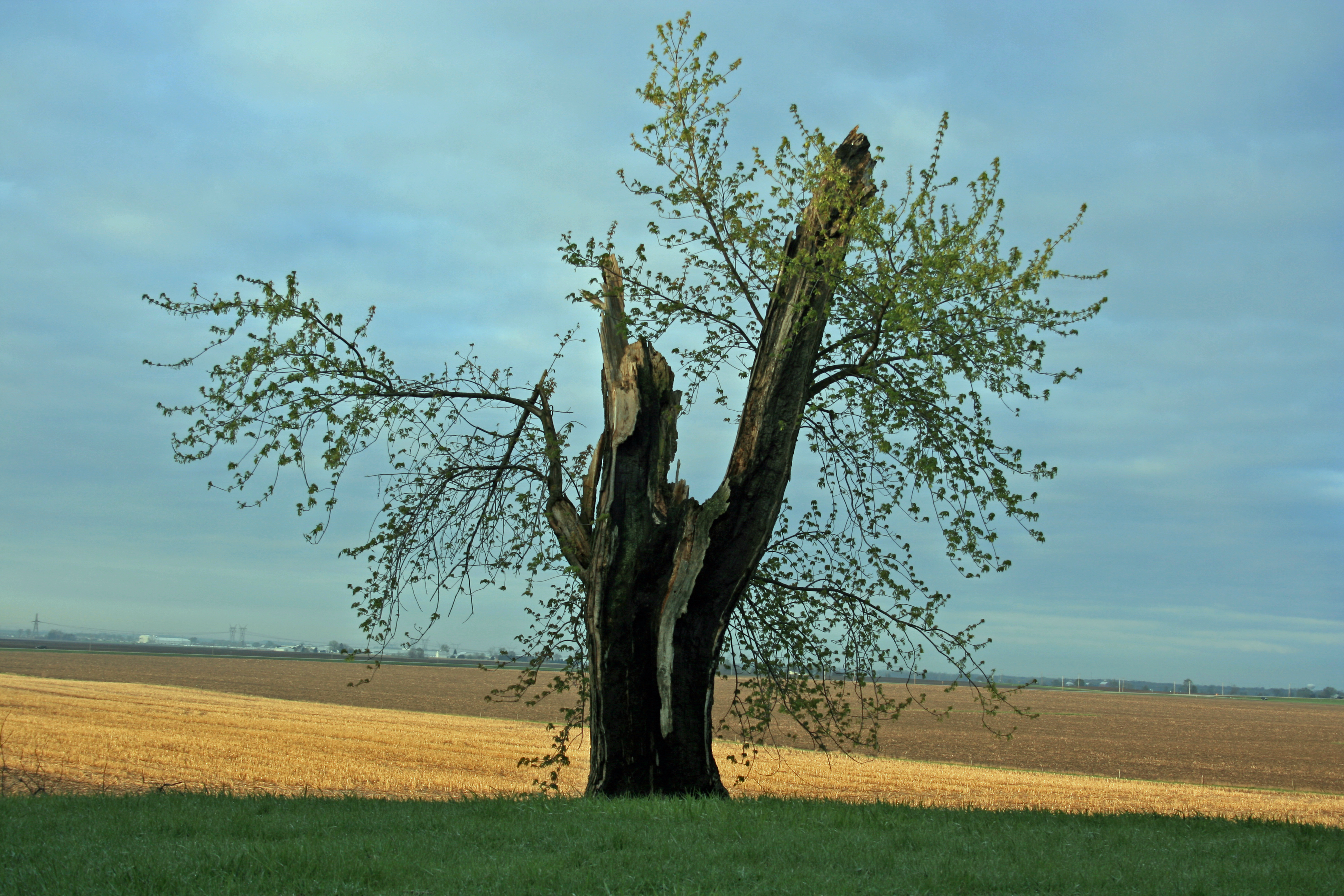
Blitzschaden
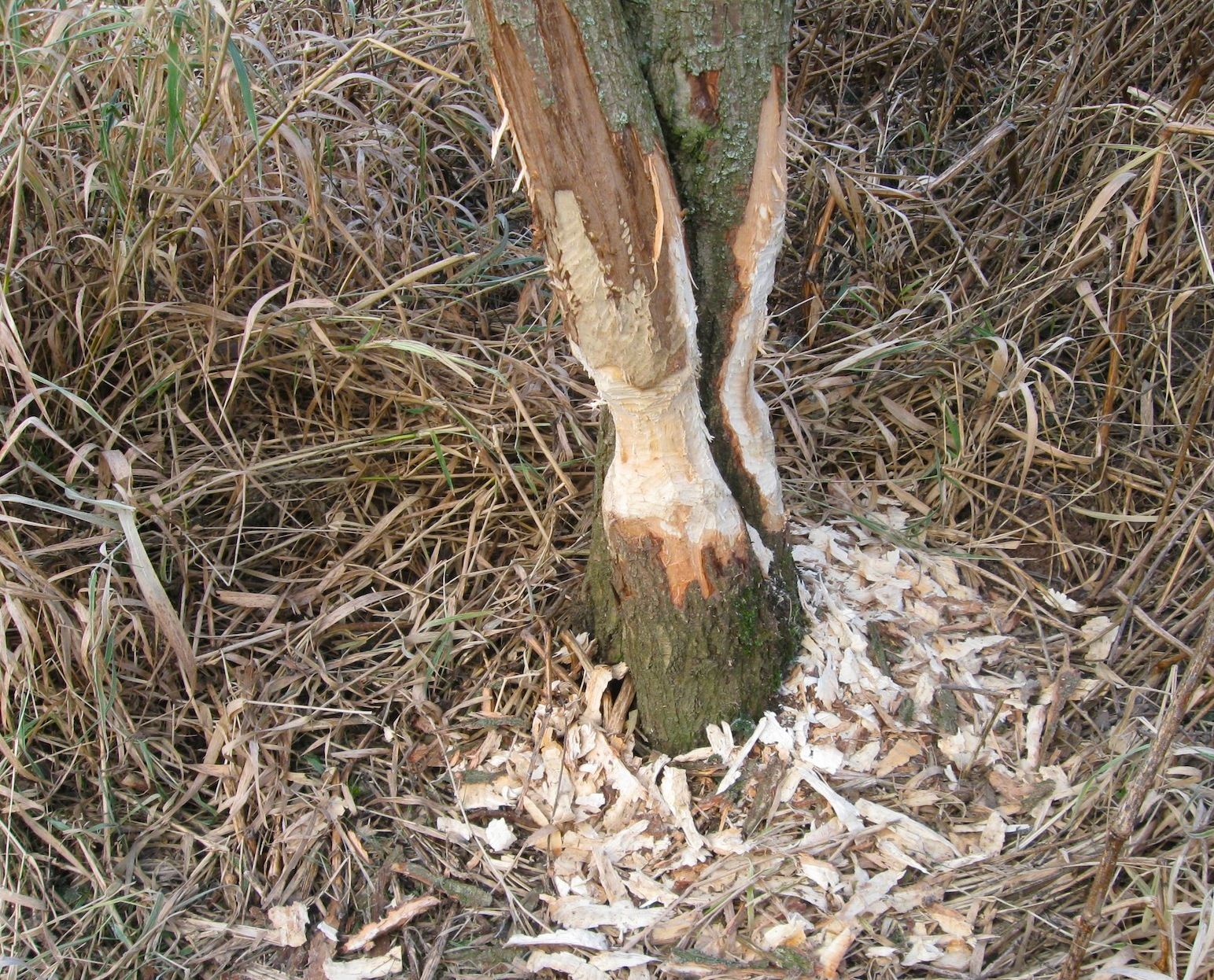
Auch Biberfraß gefährdet die Standsicherheit